# Ara Tokatlian
Ara Tokatlian (n. en El Cairo, Egipto; 2 de junio de 1951) es un músico de origen armenio nacido en Egipto, fundador e integrante de la banda argentina Arco Iris.

## Biografía
Ara Tokatlian nació en el seno de una familia de inmigrantes de origen armenio. Él y su familia debieron emigrar a la Argentina debido a las presiones ejercidas contra las familias no musulmanas en Egipto durante el gobierno de Gamal Abdel Nasser. Fue uno de los fundadores junto a Gustavo Santaolalla de la banda Arco Iris, una de las iniciadoras del rock nacional argentino. Cuando Santaolalla se alejó de la banda en 1976, Ara Tokatlian y Danais Winnycka (Dana), maestra y guía espiritual del grupo se trasladaron a California donde continuaron con Arco Iris, con una nueva integración, formando una comunidad de vida. Allí instalaron también un estudio de grabación llamado Danara.
En 1983, Ara y Dana se casaron en Nueva York. 
En 2003 Dana falleció en México y Ara entró en una profunda depresión. 
En 2006, Ara publicó en el sitio rock.com.ar una carta abierta, sobra la muerte de Dana y su significado.
En 2012 sale el nuevo de disco de Arco Iris, titulado "Desde el Jardín".
En 2013 lanza el disco "Espacios" junto al ex-Arco Iris Guillermo Bordarampé.

## Discografía

### ConArco Iris
- Arco Iris (1970)
- Tiempo de resurrección (1972)
- Sudamérica o el regreso a la aurora (1972)
- Inti Raymi (1973)
- Agitor Lucens V (1975)
- Los Elementales (Fuerzas mágicas de la naturaleza) (1977)
- Blue Pheasant (1983)
- Peace Pipes (1987)
- Peace Will Save the Rainbow (1998)
- En vivo hoy (2001)
- Desde el jardín (2012)

### Solista
- Inspiración (1975), con Mono Villegas
- In Memoriam (1990), con Milcho Leviev

### ConGuillermo Bordarampé
- Espacios (2013)
- Imagining (2016)